# Джарратана
Джарратана (італ. Giarratana, сиц. Giarratana) — муніципалітет в Італії, у регіоні Сицилія,  провінція Рагуза.
Джарратана розташована на відстані близько 580 км на південь від Рима, 175 км на південний схід від Палермо, 16 км на північний схід від Рагузи.
Населення — 3092 особи (2014).
Щорічний фестиваль відбувається 24 серпня. Покровитель — святий Варфоломій Apostolo.

## Демографія
Населення за роками:

Станом на 1 січня 2023 року в муніципалітеті офіційно проживали 153 іноземці з 21 країни, серед них 32 громадяни країн Євросоюзу.

## Сусідні муніципалітети
- Буккері
- Бушемі
- Лікодія-Еубеа
- Модіка
- Монтероссо-Альмо
- Рагуза
- Віццині